# Tatauierung in Palau

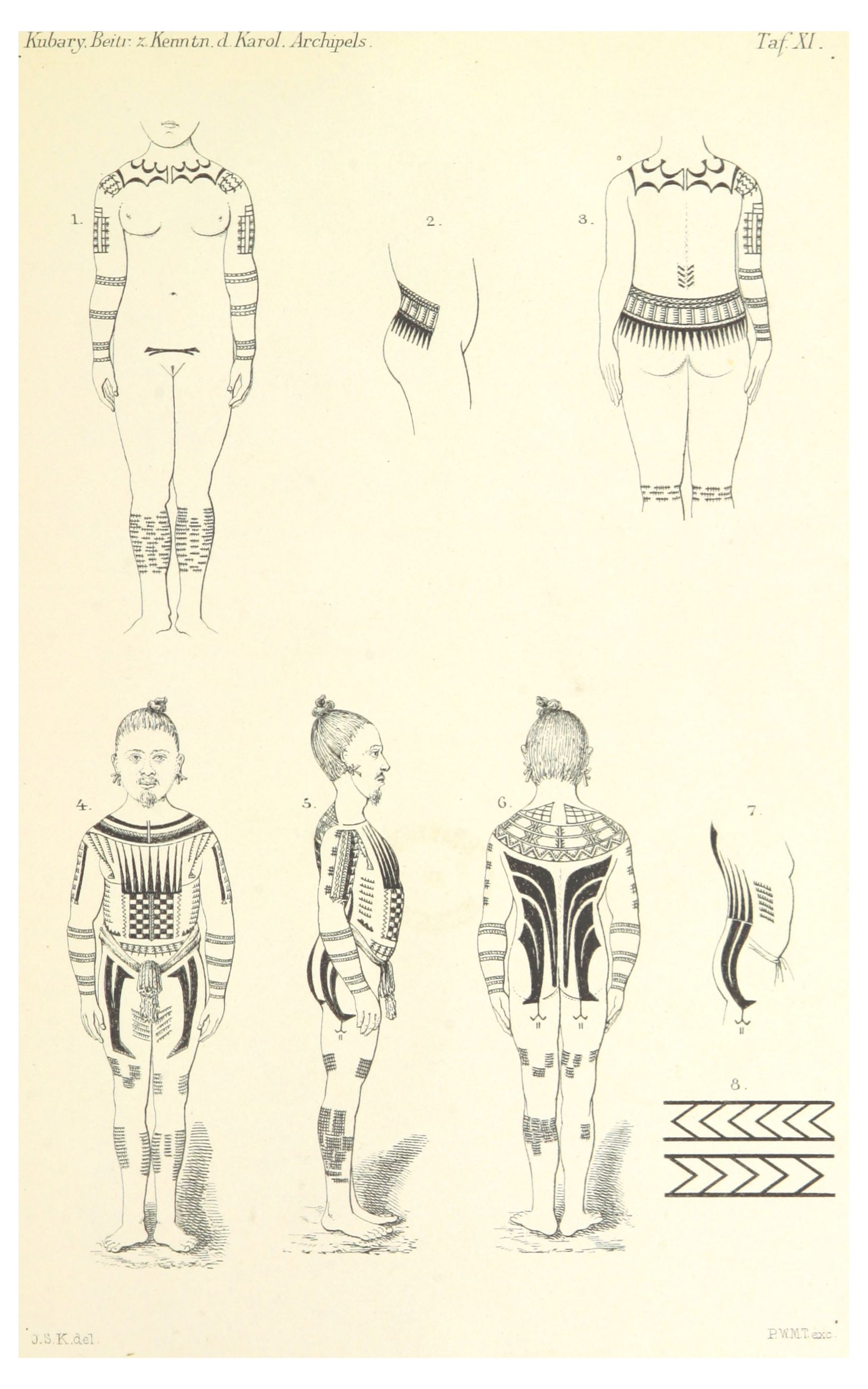
Schematische Darstellung der Ttatauierung auf Palau nach Johann Stanislaus Kubary (1889)

Tatauierungen waren in Form von traditionellen Tätowierungen bis ins 20. Jahrhundert in Palau zentraler Bestandteil von Kultur und Gesellschaft, sowie Indikator für Stand und Reichtum des Trägers. Die Tätowierungen wurden von beiden Geschlechtern getragen. Bei Frauen waren sie allerdings von besonderer Bedeutung. Auch das Stechen der Tatauierungen wurde grundsätzlich von Frauen vorgenommen, die meist höheren Gesellschaftsschichten angehörten und das Handwerk entsprechend der matrilinearen Gesellschaft an ihre Töchter weitergaben.
Menschen ohne Tätowierungen wurden in der Gesellschaft als klemedu (nackt) und Frauen als nicht heiratsfähig betrachtet.

## Geschichte und Bedeutung
Der Umfang der Tätowierungen galt als Zeichen von Wohlstand und sozialer Stellung des Trägers und seines Klans. Angehörige niederer sozialer Ränge konnten sich teilweise keine Tätowierungen leisten. Die tätowierten Bereiche der Männer konzentrierten sich besonders auf Handgelenke, Arme und Beine. Frauen trugen Muster auf Händen, Armen, Beinen, Bauch und im Schambereich.

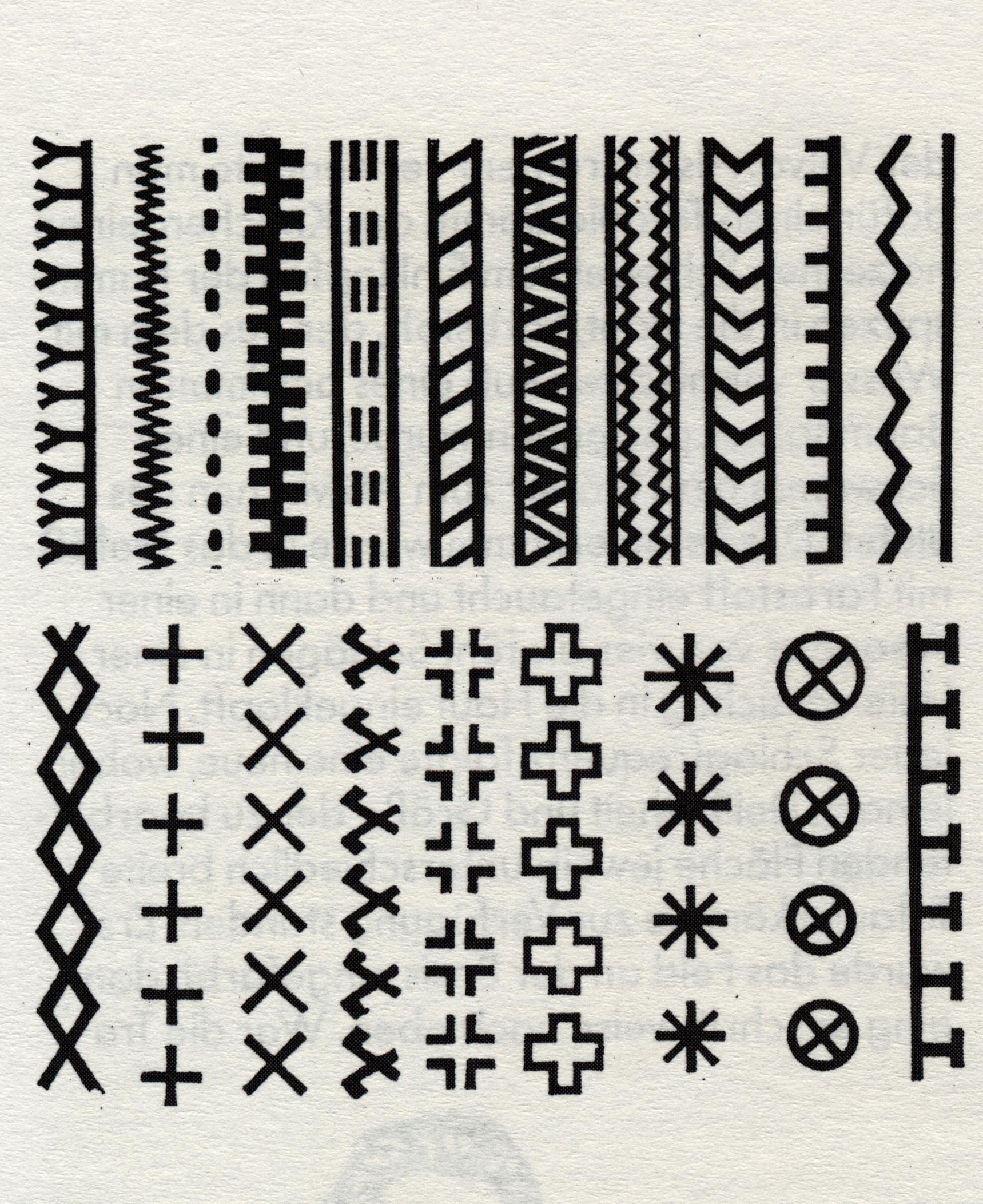
Muster nach Kubary

Die Jungen bekamen während der Pubertät zunächst die Handgelenke und den darüber liegenden Unterarmbereich tätowiert und wurden damit in das sozial-gesellschaftliche Leben der Männer integriert.

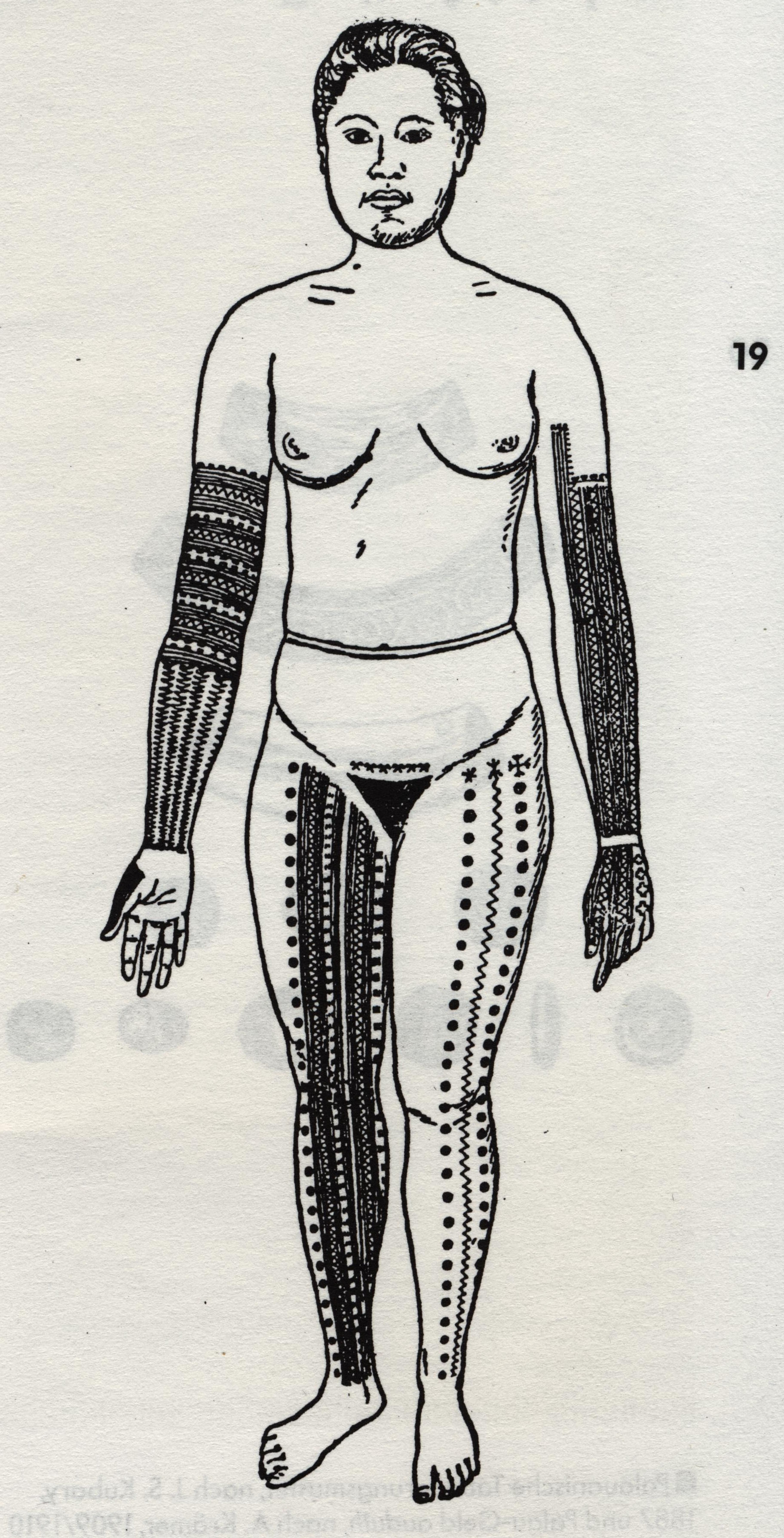
Schematische Darstellung der Frauentatauierung auf Palau nach Augustin Krämer

Frauen wurden bereits vor der Pubertät zunächst an den Händen tätowiert. Nach der ersten Menstruation folgte der Venushügel, dessen Tätowierung obligatorisch für die Anerkennung als erwachsene Frau betrachtet wurde. Die Durchführung wurde teils an mehreren Mädchen zugleich und als gesellschaftliches Ereignis begangen und fand in der Regel außerhalb der Siedlungen statt. Ihnen wurden zunächst das Schamhaar mit einem Bambusspan rasiert oder mit aufgetragenem und getrockneten Honig epiliert. Die Umrisse der in die Haut zu stechenden Motive wurden zunächst vorgezeichnet und eine trapezförmige Fläche mit etwa zehn Zentimetern Länge und zwei Zentimetern Breite eingefärbt und vollständig ausgefüllt in die Haut tätowiert. Weiterer Bestandteil der Intimtätowierung war eine im Anschluss eingestochene aus Rauten-Ornamenten bestehende horizontale Linie oberhalb des Schamhügels. Von Assistentinnen erhielten die Mädchen während des Tätowiervorgangs physische und psychologische Unterstützung.
Optional wurden zusätzlich Ornamente in der Leistenregion tätowiert. Beispielsweise ein Zick-Zack-Muster mit der Bezeichnung „kikoi“. Der Begriff entstammt einer gleichnamigen Muschelart, deren Muskeln mit dem weiblichen Geschlechtsorganen assoziiert wurden. Ergänzend war auch eine Zierlinie auf dem Abdomen verbreitet, meist in Form einer Aneinanderreihung von Punkten oder eingekreisten x-förmigen Kreuzen, dem Symbol des Geldes, das vielfach in der Kunst als Schmuckelement verwendet wurde.
In der Zeit der Kolonialherrschaft wurden die Tätowierungen von den Kolonialmächten als heidnische Ausdrucksform und Symbol von Kriminalität und Asozialität verurteilt, gesetzlich verboten und in der Praxis konsequent verfolgt.
Im 20. Jahrhundert verschwand die Tradition nahezu vollständig. Bei einer Untersuchung im Jahr 1986 wurden noch 60 Menschen mit traditioneller Tätowierung gezählt, darunter ein Großteil im Alter von über 90 Jahren. Stattdessen adaptierten die Palauaner zunehmend westlich beeinflusste, moderne Tätowierungen und kombinieren diese teilweise mit den traditionellen Motiven.

## Technik, Farbe und Hilfsmittel
Zur Herstellung der Farbe wurde Ruß eines Baumharzes mit Wasser vermischt. Beim Stechen der Tätowierungen kamen spezielle Kämme unterschiedlicher Größe zum Einsatz. Sie wurden zunächst in die Farbe eingetaucht und mit mehreren Klopfbewegungen in die Haut eingestochen. Zum Abwischen von Blut wurden Schwämme oder Blätter verwendet.

## Anthropologische Forschung
Erforscht wurden die Tätowierungen unter anderem von den europäischen Ethnologen Augustin Krämer und Johann Stanislaus Kubary. Von Kubary wurden 1887 die verschiedenen Muster dokumentiert. Krämer schuf 1909/1910 einen detaillierten Gesamtplan der einzelnen Tätowierungen am weiblichen Körper.